# Tập tin cấu hình

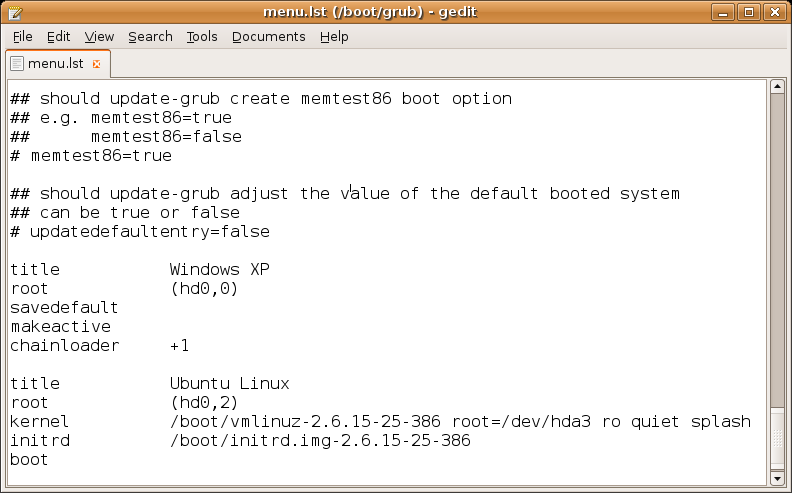
Tập tin cấu hình

Trong điện toán, tập tin cấu hình (tiếng Anh: config files hay config files) sẽ cấu hình  tham số và cài đặt ban đầu cho các chương trình máy tính. Chúng được sử dụng cho phần mềm ứng dụng, quy trình máy chủ và thiết lập hệ điều hành.
Một số phần mềm ứng dụng cung cấp công cụ để tạo, sửa và kiểm tra cú pháp dòng lệnh của tập tin cấu hình. Đôi khi các công cụ này có giao diện người dùng. Với một số chương trình khác, các quản trị hệ thống tạo và sửa các tập tin cấu hình bằng tay thông qua các trình soạn thảo.